# Zjodzina
Zjodzina (Wit-Russisch: Жодзіна; Russisch: Жодино; Zjodino) is een stad in Wit-Rusland. Het ligt in de oblast Minsk, 50 km ten oosten van Minsk.
De stad is in 1963 gesticht en is een van de jongste steden in Wit-Rusland.

## Geschiedenis
Een vestiging met de naam Zjodina werd in 1643 door Bogusław Radziwiłł gesticht. De eerste vermelding dateert uit het jaar 1688, daarna kreeg de plaats de naam Bahuslau Polje. Bij de Poolse delingen van 1793 werd Zjodina bij Rusland gevoegd. Sinds de aanleg van de spoorlijn Moskou-Brest in 1871 heeft de plaats een station.
In de Eerste Wereldoorlog werd het gebied van februari tot december 1918 bezet door Duitse troepen. Tijdens de Pools-Russische Oorlog (1919-1921) werd het van augustus 1919 tot juli 1920 bezet door Poolse troepen. In de Tweede Wereldoorlog werd het van juli 1941 tot juni 1944 bezet door troepen van Nazi-Duitsland.
Na de bouw van enkele fabrieken fuseerde de plaats in 1958 met twee nabije dorpen. In 1958 werd er ook de BelAZ-fabriek gevestigd. In 1963 werd Zjodino officieel gevestigd en kreeg het de stadsstatus.
Een bezienswaardigheid is de gedenkplaats voor gevallenen in de Tweede Wereldoorlog. Het monument stelt moeder Kupryjanawa en haar vijf zonen voor, die allen in de oorlog omkwamen. Een van de zoons kreeg de eretitel Held van de Sovjet-Unie.

## Economie
De fabrikant van wegenbouwvoertuigen en zware voertuigen voor speciaal vervoer Belaruski Autamabilny Sawod (BelAZ) is de grootste werkgever, waar circa 11.000 mensen werken. De zwaarste vrachtwagens worden onder andere geproduceerd voor mijnbouwbedrijven. Tegenwoordig worden er ook voertuigen voor gebruik op luchthavens gemaakt.
Een andere belangrijke werkgever is de textielfabriek Switanak, die over heel Europa kleding voor kinderen en volwassenen verkoopt. Verder zijn er nog ondernemingen voor metaal- en houtverwerking, levensmiddelen en bouwmaterialen.
Zjodino beschikt over enkele hotels.
De stad ligt aan de spoorlijn van Berlijn via Warschau en Minsk naar Moskou, en aan de M-1 (E-30), die Minsk met Moskou verbindt.

## Cultuur
Het voormalige huis van de familie Koepryjanav is tegenwoordig een museum, waarin meubels en gebruiksvoorwerpen uit de tijd van voor en tijdens de Tweede Wereldoorlog worden tentoongesteld. In Zjodino staan de Moeder-Gods Orthodoxe kerk en de R.K. Fatima-kerk.
Tarpeda Zjodzina is de lokale voetbalclub en speelt in het Torpedostadion.

## Afbeeldingen

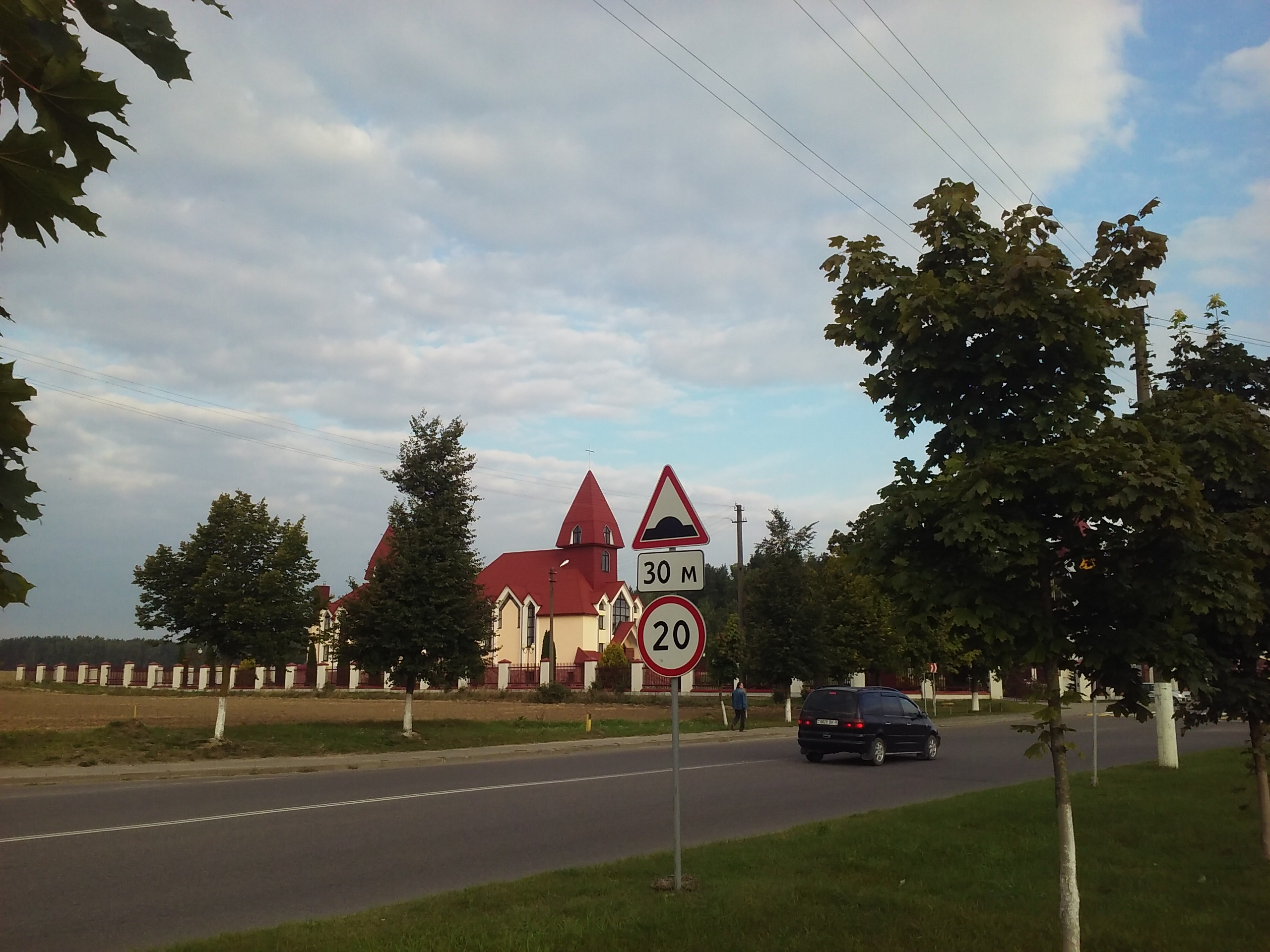
R.K. Fatimakerk
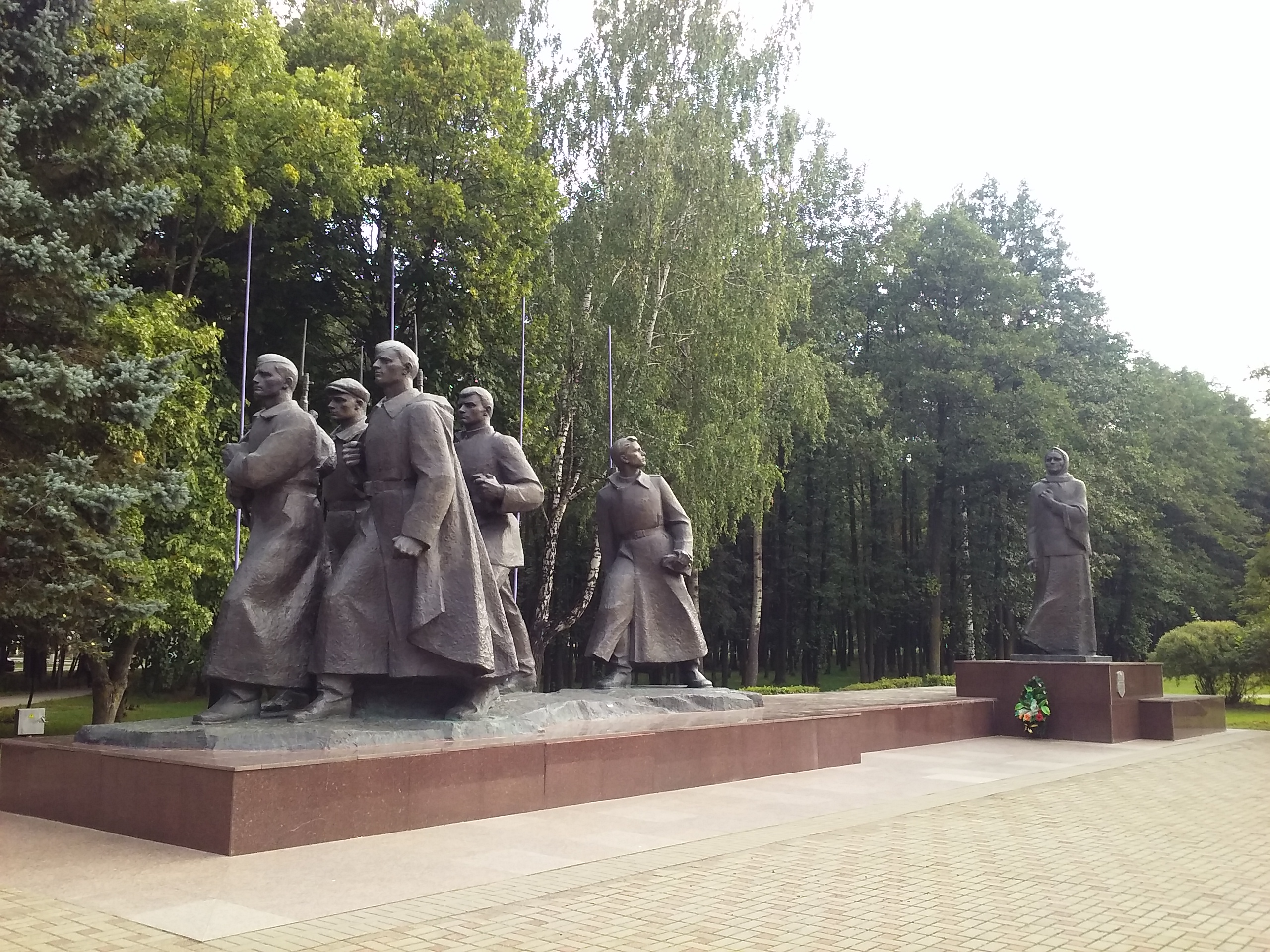
Monument moeder Koepryjanav en haar zoons
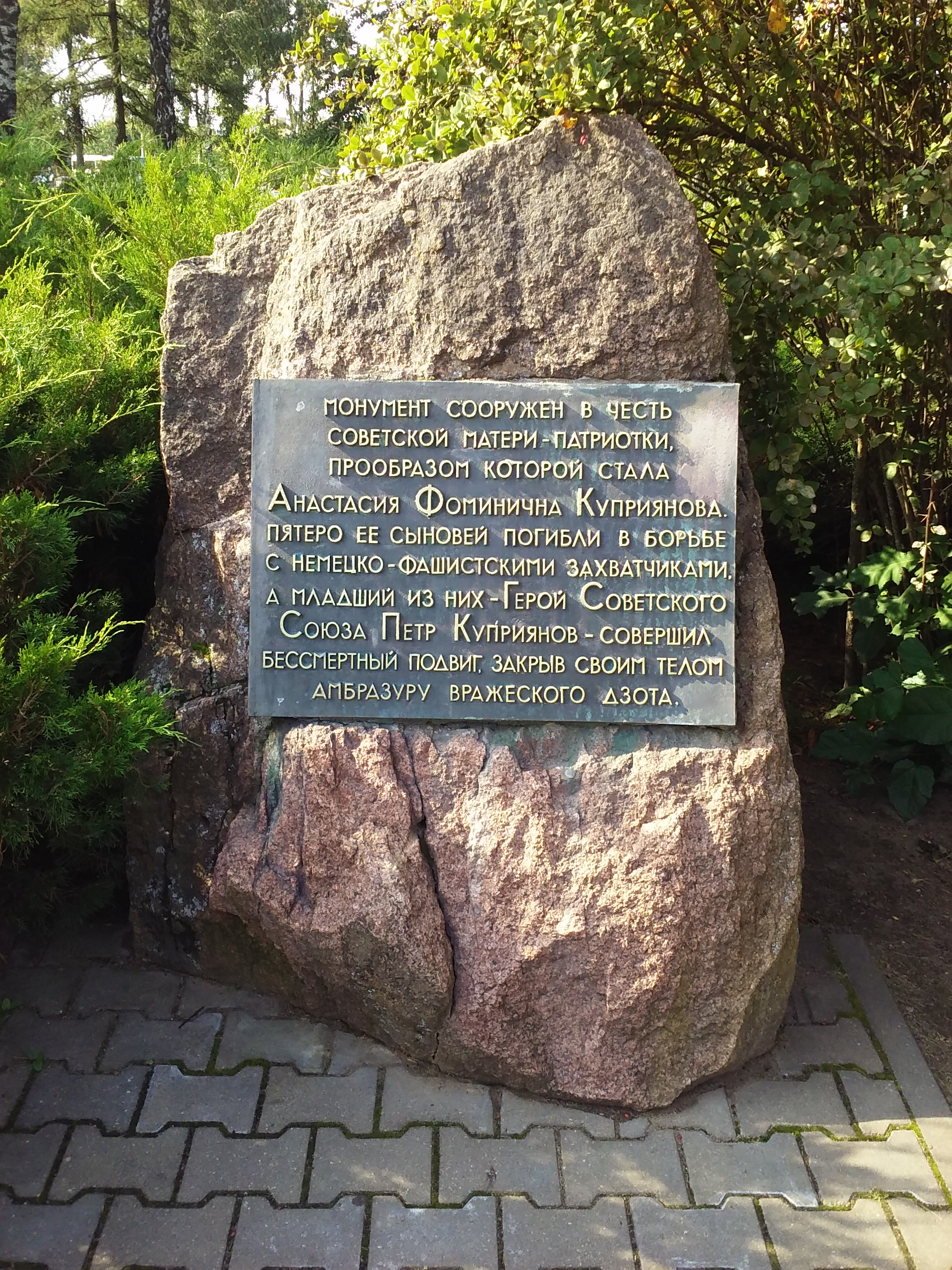
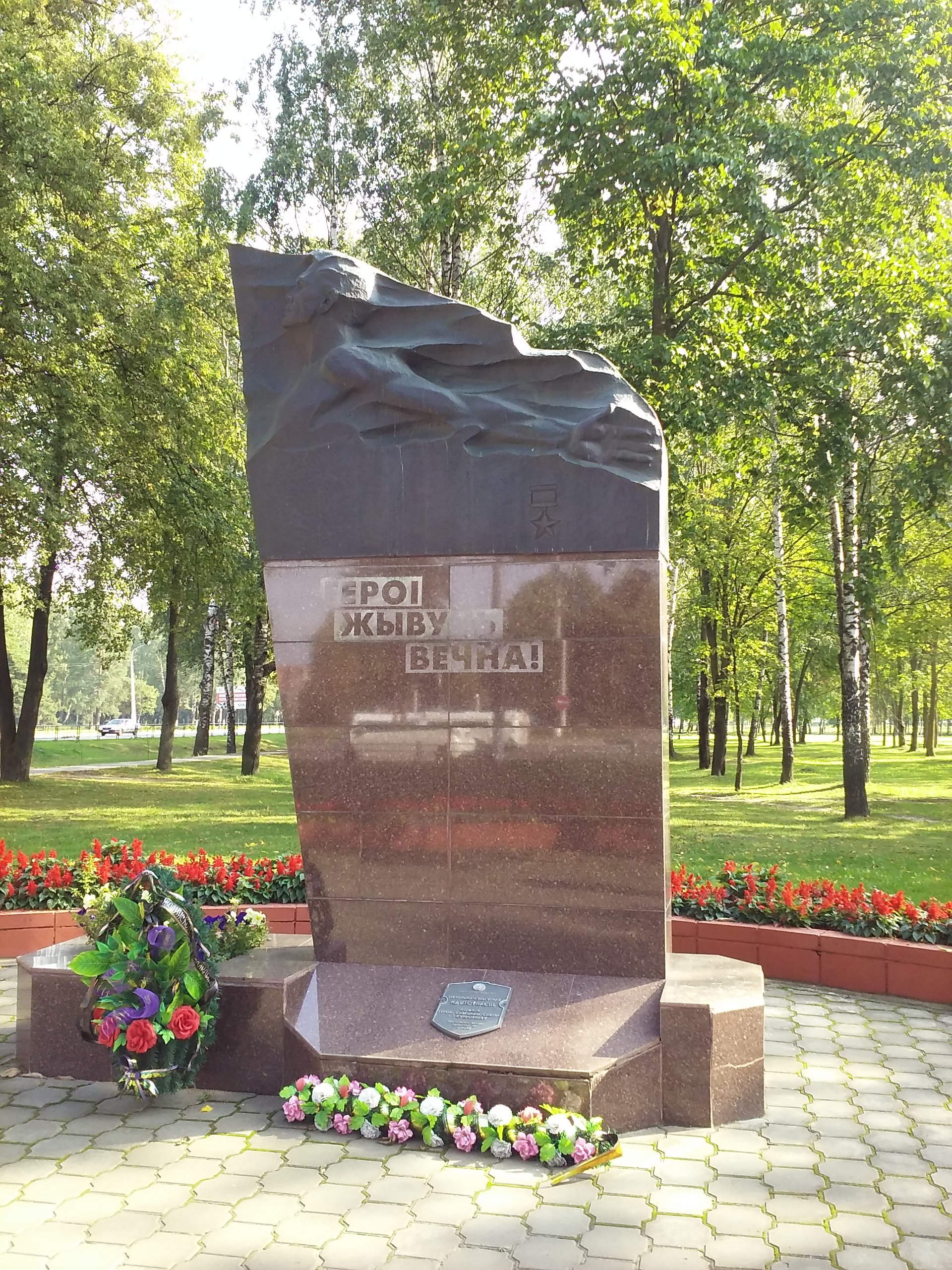
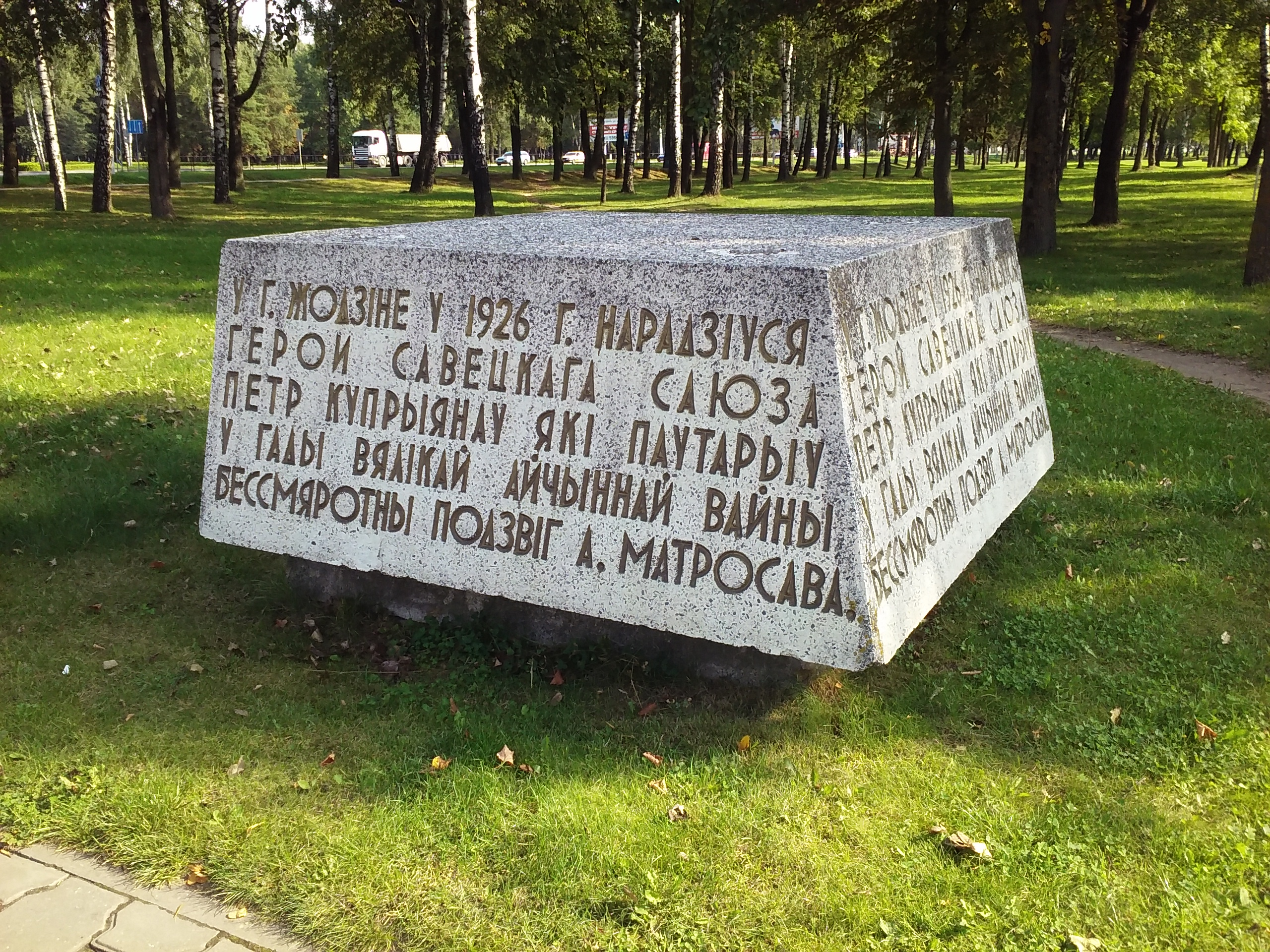